# Patchwork électrique
Albums de Paul Personne
Route 97
(1997) Anthologie 1983-1997
(2001)
Patchwork électrique est un album de Paul Personne, sorti en 2000.

## Historique
Pour cet album, Paul Personne a fait appel à des musiciens internationaux parmi les plus courtisés dont les batteurs Magnuss Persson (Eagle Eye Cherry), Larry Mullins (Iggy Pop) et Dane Clark (John Mellencamp). Il a aussi fait appel au scratcheur DJ Sya Styles, et à côté de son parolier habituel, Boris Bergmann, il faut aussi noter la présence de Hubert-Félix Thiéfaine comme co-auteur de deux titres (Exit of Eden, La Beauté du blues).

## Liste des pistes[1]
| No  | Titre                 | Durée |
| --- | --------------------- | ----- |
| 1.  | Aphonie cérébrale     | 4:22  |
| 2.  | Cool-Rat              | 5:29  |
| 3.  | Exit of Eden          | 4:38  |
| 4.  | La beauté du blues    | 3:20  |
| 5.  | Ballade pour un idiot | 5:05  |
| 6.  | Nuit d'orage          | 3:47  |
| 7.  | Comment               | 4:12  |
| 8.  | Bye bye               | 4:05  |
| 9.  | Par cœur              | 4:18  |
| 10. | Bouge d'ici           | 3:59  |
| 11. | On s'en sort          | 6:10  |
| 12. | J'roule               | 3:33  |
| 13. | Longue durée          | 3:53  |
| 14. | Ça vaut la peine      | 6:37  |